# تروکو میاموتو
تروکو میاموتو (انگلیسی: Teruko Miyamoto؛ زادهٔ ۳۱ مهٔ ۱۹۵۲) بازیکن بسکتبال اهل ژاپن بود.